# Ezra Ted Newman
Ezra Theodore (Ted) Newman (New York, 17 ottobre 1929 – Pittsburgh, 24 marzo 2021) è stato un fisico statunitense.
Ottenne un B.A. all'Università di New York nel 1951, un M.A. alla Syracuse University nel 1955 e un Ph.D. l'anno successivo nella stessa università, studiando con Peter Bergmann. Nel 1956 entrò nel corpo docente dell'Università di Pittsburgh, dove venne nominato Professore di fisica nel 1966. In seguito gli venne attribuito il titolo di Professore Emerito.
Il suo campo di ricerca è la relatività generale, in particolare la metrica dello spazio-tempo. Il suo risultato più noto è la descrizione delle proprietà di un buco nero rotante con carica. Questo tipo di buco nero è una generalizzazione dei buchi neri rotanti ma senza carica elettrica, noti come buchi neri di Kerr in quanto scoperti dal fisico neozelandese Roy Kerr. La loro generalizzazione è perciò chiamata buco nero di Kerr-Newman.
Un'altra teoria relativistica associata al suo nome è lo spazio di Taub-NUT. Inizialmente scoperto da Abraham Taub, fu poi studiato nei dettagli da Ted Newman, L. Tamburino e T.J. Unti, da cui il nome di Taub-NUT.
Assieme a Roger Penrose, Ezra Ted Newman ha introdotto un elegante formalismo matematico che permette di semplificare il calcolo delle variabili che descrivono la metrica dello spazio-tempo a quattro dimensioni, noto come "Formalismo di Newman-Penrose".
Nel 2011 gli è stato assegnato l'Einstein Prize dalla American Physical Society, con questa motivazione:

«Per eccezionali contributi alla teoria della relatività generale, tra cui il formalismo Newman–Penrose e la metrica di Kerr–Newman. Per la sua passione intellettuale, generosità ed onestà, che hanno ispirato e rappresentato un modello per generazioni di relativisti.»